# A Quick One, While He's Away
Pistes de A Quick One
So Sad About Us
A Quick One, While He's Away est un mini-opéra-rock (le premier existant) du groupe britannique les Who. Il apparaît sur l'album A Quick One (1966).
A Quick One, While He's Away fut notamment joué dans le Rock'n'Roll Circus des Rolling Stones, en 1968. De l'avis général, les Who furent exceptionnels, volant la vedette aux Rolling Stones. On raconte que le retard de diffusion par les Stones de la vidéo officielle de ce « concert » (seulement sortie en 1996) ne serait pas étranger à cela.

## Genèse et enregistrement
Lorsque l'album A Quick One fut terminé, il restait encore dix minutes d'enregistrement libres sur le disque. Le producteur proposa alors d'écrire une chanson de dix minutes ; Pete Townshend trouva l'idée ridicule : « toutes les chansons doivent faire 2 minutes 50, par tradition ». Le producteur proposa alors l'idée d'écrire une histoire de dix minutes, séparée en plusieurs petites chansons. La chanson raconte l'histoire d'une jeune fille qui, attendant son homme qui est parti, trompe son chagrin dans les bras d'Ivor, un conducteur de locomotive. Une fois son homme revenu, elle avoue sa faute et est pardonnée. Dans la version studio enregistrée en 1966, la fille est qualifiée de « little girl » (« petite fille ») bien qu'en live, elle est qualifiée de « little girl guide » (« petite fille scoute »). Pete Townshend dira plus tard la chanson fait référence à des abus sexuels dont il fut victime lorsqu'il était enfant. Plus tard Pete Townshend déclara aussi que ce morceau était un test pour l'album Tommy sorti en 1969 et qu'il avait déjà dans un coin de la tête. A Quick One, While He's Away est considéré comme un mini-opéra préfigurant Rael qui sera enregistré sur The Who Sell Out et les albums Tommy et Quadrophenia. 
Les « Cello Cello Cello Cello » de la partie You Are Forgiven sont chantés faute de mieux. En effet, les Who auraient aimé avoir un orchestre à cordes en fond sonore, mais le producteur Kit Lambert le leur refusa, faute de moyens,,. Là où auraient dû se trouver des instruments, ils chantèrent à la place « Cello Cello Cello Cello » (cello signifie violoncelle en anglais),.
Le titre a été enregistré aux Studios IBC, Pye Studios et Regent Sound, à Londres, en novembre 1966.

## Analyse de l'histoire
Titre phare du disque, A Quick One, While He's Away se découpe en six parties.
1. Her Man's Been Gone (0 min 00 s - 0 min 21 s)
  - Introduction a cappella : tous les membres du groupe chantent, même le batteur Keith Moon. Une jeune fille est désesperée car l'homme qu'elle aime est parti.
2. Crying Town (0 min 21 s - 1 min 58 s)
  - Chanté par Roger Daltrey. La tristesse de la jeune fille ne passe pas inaperçue dans le village.
3. We Have A Remedy (1 min 58 s - 3 min 19 s)
  - Chanté par Roger Daltrey. Les amis de la jeune fille la consolent et lui proposent de trouver un amoureux de substitution, provisoirement. Se présente alors Ivor le chauffeur routier, qui dit vouloir la rendre heureuse.
4. Ivor The Engine Driver (3 min 19 s - 5 min 14 s)
  - Chanté par John Entwistle. Ivor semble connaître l'ancien compagnon de la fille, et dit comprendre sa douleur. Ivor assure pourtant que si le disparu est bien loin, ce n'est pas pour autant qu'il ne l'aime pas. Le vieux camionneur se charge de distraire la jeune femme.
5. Soon Be Home (5 min 15 s - 6 min 56 s)
  - Chanté par tous les membres du groupe. Cette situation ne peut durer : l'amant disparu « chante » son retour.
6. You Are Forgiven (6 min 56 s - 9 min 10 s)
  - Chanté par Pete Townshend. On sonne à la porte : l'amour de la jeune femme rentre à la maison. L'émotion la gagne, elle n'en croit pas ses yeux d'être à nouveau dans ses bras. Elle lui avoue avoir « attendu » sur les genoux d'Ivor le camionneur. Il lui pardonne.

## Anecdotes
- Ce titre apparaît sur la bande originale du film Rushmore de Wes Anderson.
- Ivor the Engine était un dessin animé pour enfants d'Oliver Postgate et de la compagnie Smallfilms de Peter Firmin.
- Le titre a été repris par le groupe américain Green Day et est disponible en bonus de leur album 21st Century Breakdown.
- Paul McCartney a reconnu s'être inspiré de cette chanson pour Sergent Pepper's Lonely Hearts Club Band[réf. nécessaire].

## Interprètes
- Roger Daltrey : chant, chœurs
- Pete Townshend : Guitare, chant, chœurs
- John Entwistle : Basse, chant, chœurs
- Keith Moon : Batterie, chœurs